# Segona República filipina
La Segona República filipina, el nom oficial de la qual va ser República de les Filipines (en Japonès: フィリピン共和国, Translit: Firipin Kyowakoku, en filipí: República ng Pilipinas) i coneguda popularment dins del país com a República filipina patrocinada per Japó va ser el règim polític instaurat a les Filipines entre 1943 i 1945, després de l'ocupació per les forces japoneses en 1942 durant la Segona Guerra Mundial, en substitució de la Mancomunitat Filipina que havia regit el país des de 1935 sota la tutela dels Estats Units.
La República va ser proclamada després de la ratificació d'una nova Constitució preparada per la Comissió Executiva de les Filipines, l'organisme de govern temporal establert en 1942 a instàncies dels ocupants i presidit per l'advocat Jorge B. Vargas.
A l'octubre de 1943, el Parlament va escollir com a President de la República a José P. Laurel, polític graduat a la Universitat de Tòquio destacat per la seva oposició a la política estatunidenca.
En un país on s'havia vessat sang per la lluita de la guerrilla lleial a la Mancomunitat i de l'Exèrcit filipí contra les forces japoneses, el govern de la República va exercir el poder solament a les àrees sota el seu control generalment per mitjà de decrets. A la fi de 1944, la Segona República filipina, que solament controlava 12 de les 48 províncies del país, va imposar la llei marcial i va declarar l'estat de guerra en contra els Estats Units i l'Imperi britànic.
Després del desembarcament a Leyte de les forces dirigides pel general Douglas MacArthur el 20 d'octubre de 1944 que van progressar fins a la capital Manila, el govern de Laurel es va veure forçat a l'exili a Taiwan i després al Japó, on Laurel va proclamar la dissolució del règim després de la rendició incondicional japonesa al setembre de 1945.

## Antecedents

### Invasió japonesa
Japó va llançar un atac a les Filipines el 8 de desembre de 1941, només deu hores després del seu atac a Pearl Harbor. El bombardeig aeri inicial va ser seguit pels desembarcaments de les tropes de terra al nord i al sud de Manila. Els que defensaven les tropes filipines i estatunidenques estaven sota el comandament del general Douglas MacArthur, que havia estat cridat al servei actiu en l'exèrcit dels Estats Units a l'inici de l'any i va ser designat comandant de les Forces Armades dels Estats Units a la regió d'Àsia i el Pacífic. Els seus avions de comando van ser destruïts; les forces navals van rebre l'ordre de retirada; i a causa de les circumstàncies a la regió del Pacífic, el reforç i el reabastiment de les seves forces de terra eren impossibles. Sota la pressió de la superioritat numèrica, les forces de defensa es van retirar de la península de Bataan i de l'illa de Corregidor a l'entrada de la badia de Manila. Manila es va declarar ciutat oberta per evitar la seva destrucció, i va ser ocupada pels japonesos el 2 de gener de 1942. La defensa de les Filipines va continuar fins a la caiguda definitiva de les forces dels Estats Units i Filipines en la península de Bataan a l'abril de 1942 i en Corregidor al maig.
La major part dels 80.000 presoners de guerra capturats pels japonesos en Bataan es van veure obligats a realitzar la famosa "marxa de la mort de Bataan" a un camp de presoners a 105 quilòmetres al nord. Milers d'homes, afeblits per la malaltia i la malnutrició i tractats amb duresa per les seves captores, van morir abans d'arribar a la seva destinació. El president filipí al moment de l'ocupació, Manuel L. Quezón, i el seu vicepresident, Sergio Osmeña havien acompanyat a les tropes a Corregidor i més tard va marxar als Estats Units, on van establir un govern en l'exili. MacArthur va rebre l'ordre de retirar-se a Austràlia, on va començar a fer plans per a un retorn a les Filipines.

### Independència

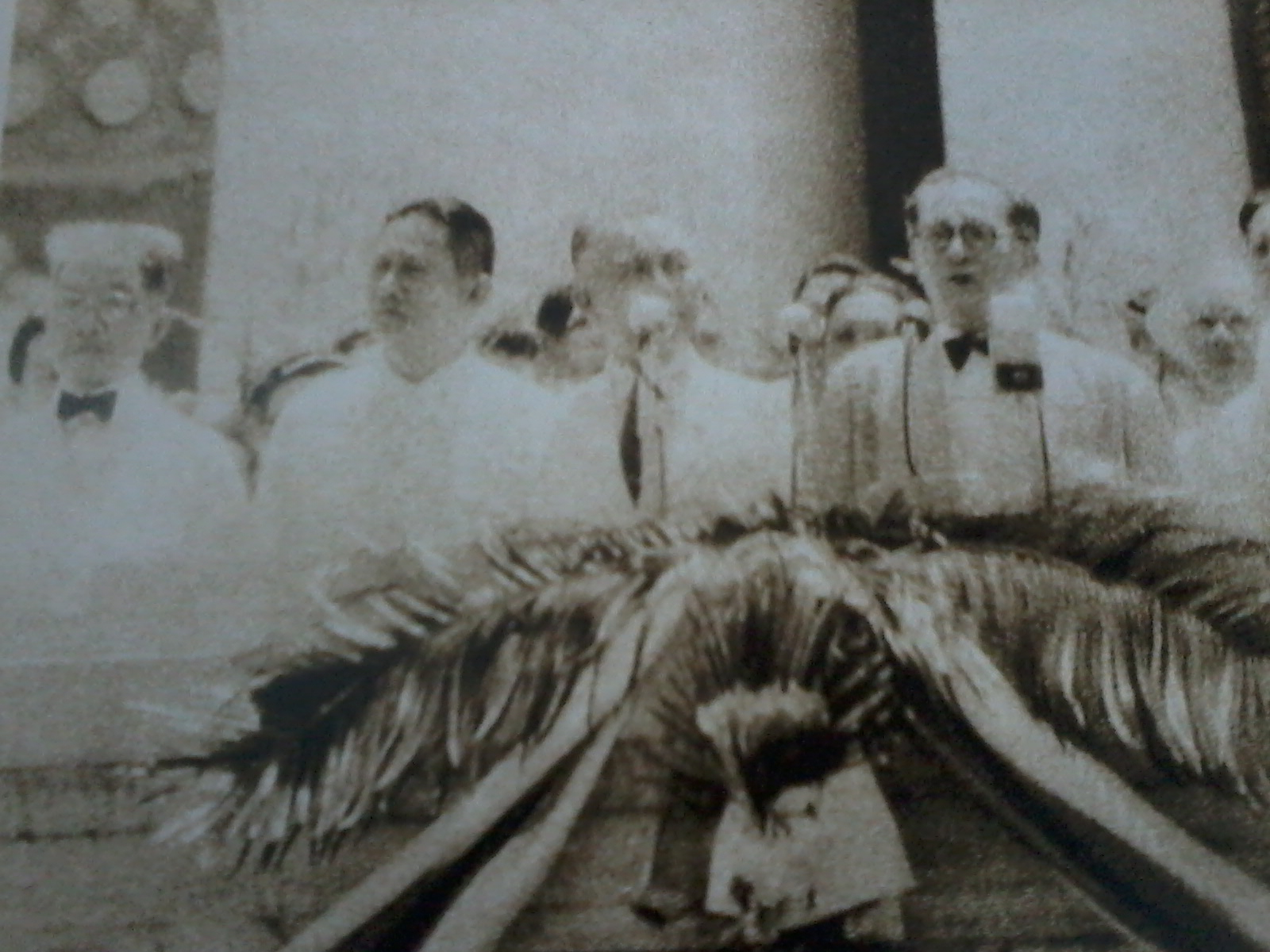
José P. Laurel jurant com a president de les Filipines el 14 d'octubre de 1943

Abans de la formació de la Comissió preparatòria, els japonesos van donar a la Comissió Executiva de les Filipines (PAC per les seves sigles en anglès) la possibilitat de posar al país sota la dictadura de Artemio Ricarte, a qui els japonesos van tornar de Yokohama per reforçar el seu moviment propagandístic. No obstant això, la Comissió va rebutjar tal idea i va optar per establir un estat republicà. El 8 de desembre de 1942, es van prohibir tots els partits polítics i es va fundar l'Organització al Servei de les Noves Filipines (en filipí: Kapisanan ng Paglilingkod sa Bagong Pilipinas o KALIBAPI per les seves sigles) que seria el partit únic que regiria a la nova república. El Partit Ganap, partit pro-japonès que veia als nipons com a salvadors de l'arxipèlag, va ser absorbit pel KALIBAPI. Durant la seva primera visita a les Filipines el 6 de maig de 1943, el primer ministre Hideki Tōjō es va comprometre a retornar la independència a les Filipines com a part de la seva propaganda de panasianisme (Àsia per als asiàtics).
Això va portar al KALIBAPI a crear el Comitè Preparatori de la Independència de les Filipines el 19 de juny de 1943. Un projecte de constitució va ser redactat pel Comitè, conformat per 20 membres del KALIBAPI. La Comissió, presidida per José P. Laurel, va presentar el projecte el 4 de setembre,i tres dies més tard, l'Assemblea general del KALIBAPI la va ratificar.
El 20 de setembre de 1943, els grups representatius del KALIBAPI van ser escollits com a cinquanta-quatre membres de la nova Assemblea Nacional de les Filipines. Tres dies més tard, va ser oficialment establerta la República de les Filipines, i José P. Laurel va ser triat com a tercer President de la República (reconeixent-se els mandats d'Emilio Aguinaldo i Manuel L. Quezón), i va prendre jurament juntament amb l'òrgan legislatiu el 14 d'octubre. L'expresident Emilio Aguinaldo i el general Artemio Ricarte van enarborar la bandera filipina, la mateixa utilitzada en la guerra filipíno-estatunidenca, durant la cerimònia.
El mateix dia, en contrast amb l'ambient independentista, la posició d'estat titella japonesa de la nova República es va veure segellada per un "Pacte d'Aliança", que va ser signat entre el Govern filipí i el Govern japonès, sent ratificada dos dies després per l'Assemblea Nacional.

## La República

### Conferència de la Gran Àsia Oriental
La Conferència de la Gran Àsia Oriental (大東亜会議, Dai Tōa Kaigi) va ser una cimera internacional celebrada a Tòquio (Japó) els dies 5 i 6 de novembre de 1943, en la qual Japó va acollir els caps d'Estat dels membres de diversos components de l'Esfera de coprosperitat de l'est d'Àsia. La trobada també va rebre el nom de la Conferència de Tòquio. La Conferència va abordar pocs temes d'importància, ja que des del principi va estar destinada a ser un mer instrument propagandístic, per il·lustrar així els compromisos panasiàtics de l'Imperi japonès i destacar el seu paper com el "libertador" d'Àsia respecte del colonialisme occidental.
La conferència i la declaració formal el 6 de novembre va ser poc més que un gest de propaganda dissenyada per aconseguir el suport regional per a la següent etapa de la guerra, destacant els ideals de la qual es va lliurar. No obstant això, la Conferència va marcar un punt d'inflexió en la política exterior japonesa i les seves relacions amb altres nacions asiàtiques. La derrota de les forces japoneses en Guadalcanal (en les Illes Salomó) i una consciència cada vegada major de les limitacions per força militar japonesa va portar a la direcció civil japonesa a adonar-se que un marc basat en la cooperació, en lloc de la dominació colonial, permetria una major mobilització de mà d'obra i recursos contra les renaixents forces aliades. També va ser el començament dels esforços per crear un marc que permetés algun tipus de compromís diplomàtic cas que la solució militar fallés per complet. No obstant això aquests moviments van arribar massa tarda per salvar l'Imperi, que es va rendir als aliats menys de dos anys després de la conferència.

### Problemes interns

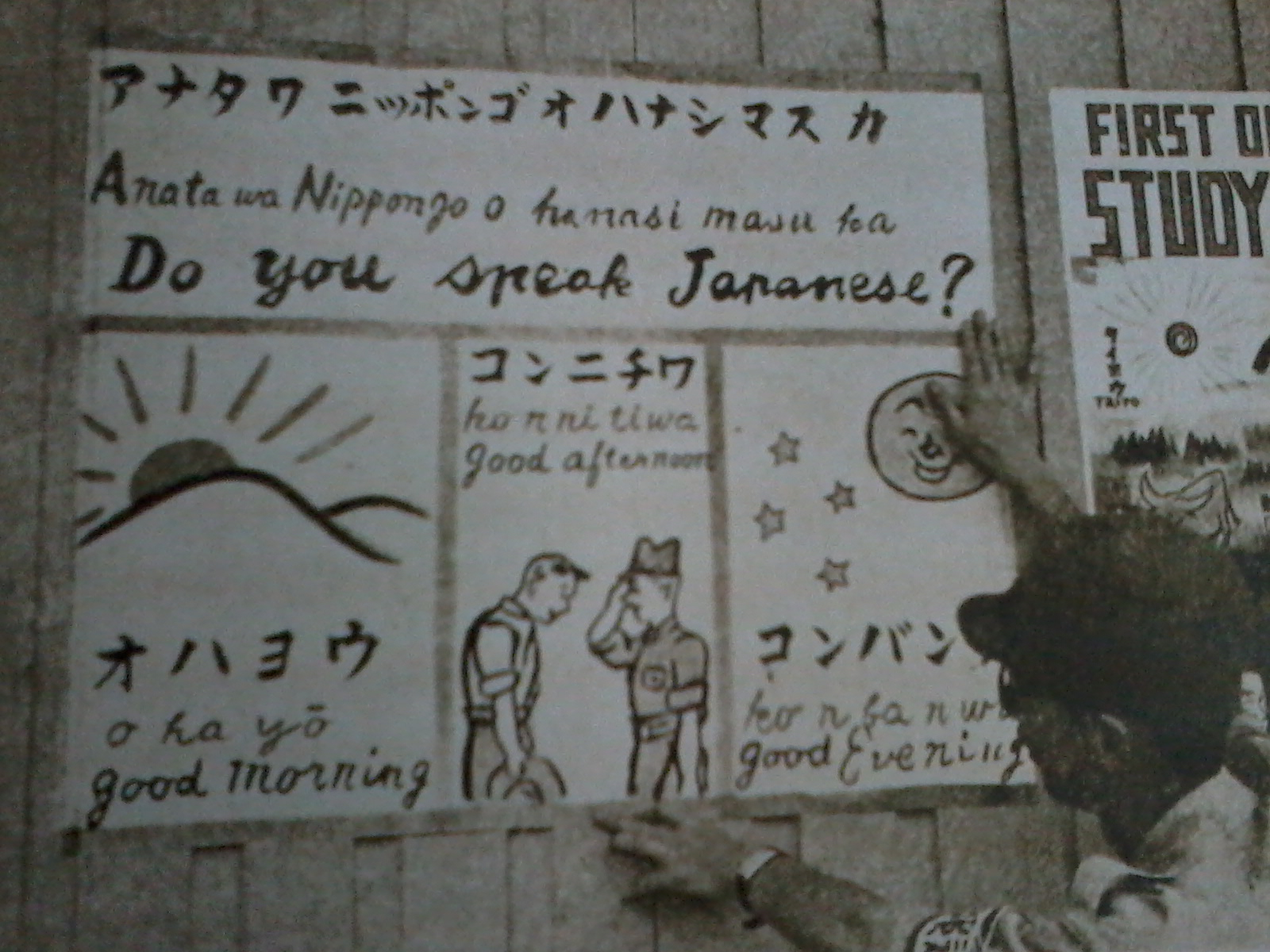
Els soldats japonesos publiquen cartells instructius sobre l'idioma japonès.

Després d'obtenir la seva independència nominal, la nova República va haver d'enfrontar-se a diversos problemes interns: l'escassetat d'aliments, roba i necessitats bàsiques era un dels principals. El govern de Laurel va donar prioritat a aquest punt, i va organitzar una agència per distribuir l'arròs, a pesar que la major part de l'arròs va ser confiscat pels soldats japonesos. La capital Manila va ser un dels molts llocs al país que va sofrir d'una greu escassetat, principalment a causa d'un tifó que va assotar el país al novembre de 1943. Les persones van ser obligades a practicar una economia de subsistència conreant arrels en parcel·les de terra privades. Els japonesos, amb la finalitat d'augmentar la producció d'arròs al país, van portar un arròs horai de ràpida maduració, que es va utilitzar per primera vegada a Taiwan. S'esperava que aquest arròs solucionés la crisi alimentària del país, però les pluges de 1942 van impedir que això ocorregués.
Un altre problema al que va haver d'enfrontar-se el govern titella va ser la forta presència militar japonesa a la regió, la qual cosa impedia sostenir per molt temps la idea que la independència de les Filipines era genuïna. Els japonesos tenien el control absolut sobre el transport, les comunicacions i els mitjans informatius. Igual que en els altres països ocupats, el crim, el saqueig, la corrupció i els mercats negres eren endèmics. Les condicions de vida eren molt dolentes en gairebé tot el país. El transport entre les illes va ser difícil a causa de la falta de combustible. El menjar era molt escàs, amb fams i epidèmies esporàdiques.
Els japonesos van intentar eliminar totes les influències culturals occidentals. Va existir una forta resistència local quan van tractar de soscavar l'Església catòlica amb la detenció de 500 missioners cristians. Els filipins van arribar a sentir-se moralment superiors a la brutalitat japonesa i va rebutjar els seus avanços. Els periòdics i els mitjans de comunicació van ser fortament censurats. Els japonesos van intentar reformar les escoles i imposar l'idioma japonès. Es van formar associacions de veïns per informar sobre l'oposició interna.

### Invasió aliada i caiguda del règim
El 21 de setembre de 1944, Laurel va decretar l'estat d'emergència, i dos dies després va declarar formalment la guerra al Regne Unit i als Estats Units. Les forces aliades van iniciar l'ocupació del país el 20 d'octubre, van entrar a Manila i la van alliberar de manera oficial el 3 de març de 1945. El govern de la Segona República es va traslladar a la ciutat de Baguio. Laurel finalment va partir a l'exili al Japó, on va declarar la dissolució formal del règim després de la rendició de la potència asiàtica, el 17 d'agost.

## Gabinet
| Ministeri                                            | Nom                  | Període   |
|                                                      |                      |           |
| President                                            | José P. Laurel       | 1943–1945 |
| Vicepresident                                        | Benigno S. Aquino    | 1943–1945 |
| Cap del Gabinet de Ministres                         | Jorge B. Vargas      | 1943-1945 |
|                                                      |                      |           |
| Ministeri d'Agricultura i Comerç                     | Rafael Alunan        | 1943–1945 |
| Ministeri de Salut, Treball i Instruccions Públiques | Emiliano Tria Tirona | 1943–1945 |
| Ministeri de Finances                                | Antonio de las Alas  | 1943–1945 |
| Ministeri d'Afers exteriors                          | Claro M. Recto       | 1943–1945 |
| Ministeri de Justícia                                | Teofilo Sison        | 1943–1945 |
| Ministeri d'Educació                                 | Camilo Osías         | 1943–1945 |
| Ministeri d'Obres Públiques i Comunicacions          | Quentin Parets       | 1943–1945 |